# Văn hóa rượu bia Hàn Quốc

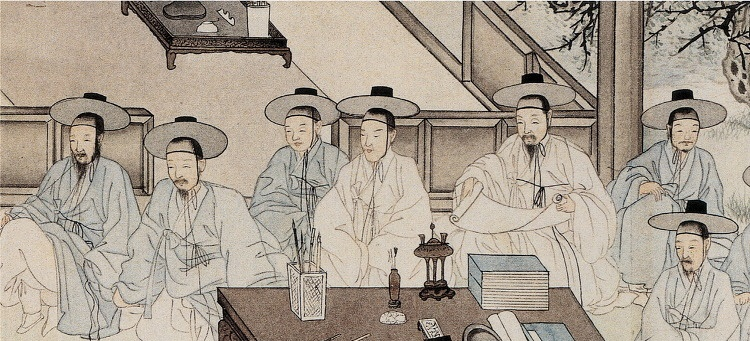
Một bức tranh thời Joseon mô tả tầng lớp Jungin (nghĩa đen là "những người trung lưu"), tương đương với tầng lớp tiểu tư sản.

Văn hóa rượu bia của Hàn Quốc, đôi khi còn gọi là văn hóa nhậu ở Hàn Quốc, thể hiện nhiều khía cạnh về cơ cấu xã hội, lối sống và các nét truyền thống của quốc gia này. Các thức uống tự bản thân nó đã phản ánh nên địa lý, khí hậu và văn hóa của đất nước Hàn Quốc.
Hàn Quốc bắt đầu quan tâm đến việc tạo ra loại rượu riêng cho mình từ khoảng triều đại Cao Ly (946–943), khi nó được bày bán sang các nền văn hóa bên ngoài và việc giới thiệu loại nước chưng cất đã tạo dựng nền tảng và kỹ thuật tinh chế một loại rượu độc đáo nhất.